# Summer Paradise
Summer Paradise è un singolo del gruppo musicale canadese Simple Plan, il terzo e ultimo estratto dal quarto album in studio della band, Get Your Heart On!, pubblicato il 13 dicembre 2011 in Australia.
La prima versione del brano vedeva la partecipazione del rapper somalo-canadese K'naan, ma il 28 febbraio 2012 il singolo è stato pubblicato in tutto il mondo in una nuova versione con la partecipazione del rapper giamaicano Sean Paul al posto di K'naan. Nel 2013 il brano è stato reinterpretato anche con Taka (cantante della band giapponese One Ok Rock) e con gli MKTO, duo pop rap statunitense.
Summer Paradise è il singolo di maggior successo a livello internazionale dei Simple Plan, con oltre 2.5 milioni di copie vendute in tutto il mondo.

## Il brano
Summer Paradise è stata scritta dalla band, insieme a Emanuel Kiriakov e Keinan Warsame e prodotto da Brian Howes.
La scrittura del brano è ispirata dal surf, hobby molto amato da Pierre Bouvier (voce dei Simple Plan), che a proposito della canzone dice:
Dopo aver annunciato il brano come singolo, il 12 dicembre 2011 viene pubblicato il video musicale per la versione australiana. Il giorno dopo la canzone viene pubblicata sull'iTunes australiano.
Il 17 febbraio 2012 la band annuncia sul suo sito ufficiale la pubblicazione mondiale del singolo in una nuova versione con il cantante giamaicano Sean Paul.
Il 17 luglio 2012 viene pubblicata una nuova Deluxe Edition nei territori francofoni di Get Your Heart On!, con una nuova versione di Summer Paradise in francese, sempre con la partecipazione di Sean Paul.
Il 20 marzo 2013 la band realizza una quarta versione del singolo con Taka, cantante della band nipponica One Ok Rock, in vendita esclusiva per l'iTunes giapponese.
Il 28 maggio dello stesso anno viene pubblicato come singolo un'altra versione del brano, realizzata con i MKTO, duo pop rap californiano. Il brano, disponibile per tutto il mondo escluso il Giappone, è stato per la prima volta riadattato in chiave pop in occasione del featuring.

### Summer ParadiseUK EP
Il 19 agosto 2012 la band pubblica nel Regno Unito un EP contenente le due versioni del brano con K'naan e con Sean Paul e una nuova versione, realizzata dai soli Simple Plan dove non risulta nessuna parte rappata. L'EP contiene inoltre la versione acustica di Loser of the Year (già presente nella Deluxe Edition di Get Your Heart On!) e una nuova versione di Astronaut.

## Video musicali
Il 12 dicembre viene pubblicato un video per il singolo in Australia, che consiste in vari filmati della band durante il tour australiano appena concluso, con immagini dei concerti, dei backstage e dei Simple Plan durante il loro soggiorno in Australia.
Il 31 marzo 2012 viene pubblicato il video musicale per la versione con Sean Paul, che ha partecipato alle riprese con la band. Il video riceverà in meno di due settimane oltre un milione di visualizzazioni su YouTube, arrivando dopo poco più di un mese a quasi 5 milioni. Il 20 marzo 2013 la band pubblica un video con il testo della versione di Summer Paradise con Taka, per poi pubblicare il relativo video ufficiale il 7 maggio.
Il 10 giugno 2013 viene pubblicato un quinto video di Summer Paradise per la versione con gli MKTO.

## Successo commerciale
Il brano ha raggiunto la quarta posizione nella classifica australiana, diventando così il singolo della band ad aver raggiunto la posizione più alta in Australia e aggiudicandosi il doppio disco di platino nel medesimo Stato così come in Canada (prima volta in assoluto per un singolo dei Simple Plan). Ha avuto un ottimo successo anche in Italia, raggiungendo il settimo posto nella classifica FIMI e ottenendo un disco di platino.
Summer Paradise è il singolo di maggior successo dei Simple Plan in Australia, Austria, Belgio, Danimarca, Germania, Israele, Italia, Norvegia, Scozia, Svizzera e Regno Unito.

## Tracce
Versione internazionale
1. Summer Paradise (feat. Sean Paul) – 3:54

Versione australiana
1. Summer Paradise (feat. K'naan) – 3:56

Versione giapponese
1. Summer Paradise (feat. Taka from One Ok Rock) – 3:54

Versione internazionale (tranne in Giappone)
1. Summer Paradise (feat. MKTO) – 3:53

EP (solo nel Regno Unito)
1. Summer Paradise (feat. Sean Paul) – 3:54
2. Summer Paradise (feat. K'naan) – 3:56
3. Summer Paradise – 3:54
4. Astronaut (naked version) – 3:37
5. Loser of the Year (acoustic) – 3:50

## Formazione
- Pierre Bouvier – voce
- Jeff Stinco – chitarra solista
- Sébastien Lefebvre – chitarra ritmica, voce secondaria
- David Desrosiers – basso, wood-block, voce secondaria
- Chuck Comeau – batteria, percussioni

Ospiti
- K'naan – rapping (versione album e singolo australiano)
- Sean Paul – rapping (versione singolo internazionale)
- Taka – voce (versione singolo giapponese)
- MKTO – rapping (versione singolo internazionale escluso il Giappone)

## Classifiche
| Classifica (2012) | Posizione massima |
| ----------------- | ----------------- |
| Australia         | 4                 |
| Austria           | 7                 |
| Belgio (Fiandre)  | 24                |
| Belgio (Vallonia) | 16                |
| Brasile           | 7                 |
| Canada            | 8                 |
| Danimarca         | 18                |
| Francia           | 21                |
| Germania          | 9                 |
| Giappone          | 100               |
| Irlanda           | 52                |
| Israele           | 1                 |
| Italia            | 7                 |
| Norvegia          | 5                 |
| Nuova Zelanda     | 28                |
| Paesi Bassi       | 22                |
| Regno Unito       | 12                |
| Slovacchia        | 7                 |
| Spagna            | 47                |
| Svezia            | 4                 |
| Svizzera          | 11                |

### Classifiche di fine anno
| Classifica (2012) | Posizione |
| ----------------- | --------- |
| Australia         | 59        |
| Israele           | 9         |
| Ungheria          | 46        |